# Suzanne Dorée
Suzanne Ingrid Dorée é uma matemática estadunidense, professora de matemática da Augsburg University.
Tornou-se professora da Augsburg University em 1989, e completou sua formação em pós-graduação na Universidade de Wisconsin-Madison, onde obteve o Ph.D. em 1996, orientada por Martin Isaacs, com a tese Subgroups with the Character Restriction Property and Normal Complements.